# ژانوس قبرس
ژانویس قبرس (انگلیسی: Janus of Cyprus؛ ۱۳۷۵ – ۲۹ ژوئن ۱۴۳۲)، پادشاه قبرس و پادشاهی اسمی وافتخاری ارمنی کیلیکیه و اورشلیم از سال ۱۳۹۸ تا ۱۴۳۲ میلادی بود. وی یکی از اعضای خاندان لوزینیان و فرزند جیمز یکم و هلویس برونسویک بود که پس از مرگ پدرش به پادشاهی قبرس رسید. در دوران حکومت وی، ممالیک حملاتی را برای تصرف قبرس ترتیب دادند و در جریان نبرد خیروکیتیا توسط نیروهای ممالیک اسیر شد.